# Emra Tahirović
Pour les articles homonymes, voir Tahirović.
Emra Tahirović est un footballeur suédois né le 31 juillet 1987 à Sarajevo.

## Biographie
Il est issu de la communauté Rom[réf. nécessaire] de Bosnie-Herzégovine, il a quitté son pays d'origine pour la Suède en 1992.
Comparé à Zlatan Ibrahimović[Par qui ?], des clubs comme la Juventus s'intéressent de près à ce joueur même si lors de son premier match contre Strasbourg il ne fut pas convaincant. Il ne fait que deux petites apparitions en Ligue 1 avec Lille et choisit de partir, en janvier 2008, au FC Zurich en prêt avec option d'achat. Celle-ci se verra levée à l'été 2008 et le joueur transféré définitivement au club helvète.
En manque de temps de jeu au FC Zurich où, comme à Lille, il n’a pas su s’imposer, Emra Tahirovic s’est officiellement engagé avec le club suédois de Örebro SK en février 2009 pour un prêt de 6 mois.
Il est ensuite prêté successivement au MVV Maastricht en D2 néerlandaise où il n'arrive pas à s'imposer, puis au CD Castellón en 3e division espagnole pour la saison 2010-2011. En août 2011, le FC Zurich et Emra Tahirovic décident de se séparer à l'amiable.
En 2013 il s'engage avec le FC Wil, en deuxième division suisse. Il quitte le club en avril 2014.

## Carrière internationale
Au 12 septembre 2007, Il compte deux sélections au sein de l'équipe de Suède des moins de 21 ans. La première ayant été obtenue le 5 juin 2007 : Suède 0-0 Suisse, match amical joué à Helsingborg, la seconde lors d'un match : Lettonie 2-4 Suède.

## Palmarès
Vierge